# Pterygellus
Pterygellus és un gènere de fongs de la família de les Cantharellaceae. Va ser circumscrit per micòleg britànic E. J. H. Corner. l'any 1966. D'acord amb el (Dictionary of the Fungi (diccionari dels fongs) el gènere conté cinc espècies que són trobades a l'Àsia tropical.